# 竹南聖教會
竹南聖教會（Action Church），全名「財團法人台灣聖教會竹南教會」，是位於台灣苗栗縣的一間新教教會，隸屬於基督教台灣聖教會體系的地方自立教會，神學立場採取衛斯理宗。教會倡導「重生、成聖、神醫、再臨」的四重福音核心教義。
教會於1952年8月1日創立，初名「中港聖教會」，位於竹南中港地區。然而，由於名稱易與台中市的「台中港路」混淆，1977年在總會大會上決議更名為「竹南聖教會」。教會現址位於苗栗縣竹南鎮中正路212號。
現任主任牧師為黃銀成牧師，自2002年7月1日起擔任此職。。

## 歷史
竹南聖教會簡史如下：

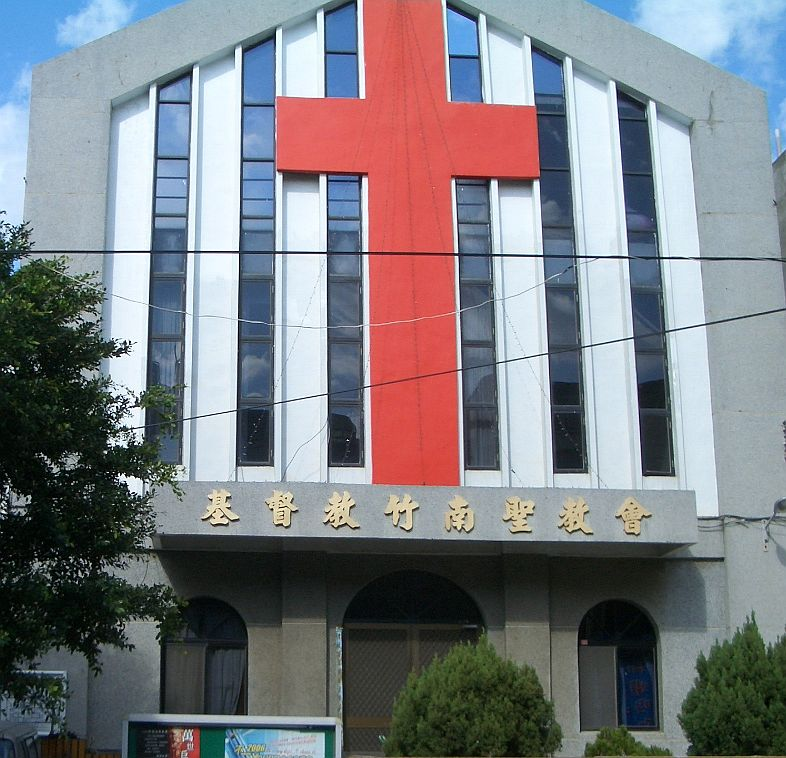
竹南聖教會位於苗栗縣竹南鎮中港地區的唯一教會

- 1952年8月1日：《中港聖教會》（竹南聖教會前身）成立，位於竹南鎮平等街34號。
- 1957年：教會購得位於中正路212號現址。
- 1958年7月1日：選出第一屆信徒代表。
- 1958年7月21日：舉行奠基典禮。
- 1958年10月6日：舉行第一代會堂獻堂禮拜。
- 1962年執事會成立。
- 1977年2月6日：更名為《竹南聖教會》。
- 1987年2月：由於第一代會堂使用了三十年之久，已破舊、不堪使用，為了重蓋會堂而成立「重建會堂委員會」。
- 1987年6月16日：舉行開工禮拜，第一代會堂拆除。
- 1988年5月21日：遷入第二代會堂（即目前教會會堂）。
- 1989年3月29日：舉行獻堂感恩禮拜。
- 2005年：榮獲內政部獎，被評定為績優宗教團體；榮獲苗栗縣宗教興辦公益慈惠暨社會教化事業績優表揚。
- 2007年10月：成立【神話樂團】。
- 2013年9月：成立【豆沙劇團】。
- 2024年3月：開拓苗栗Action Church福音事工。

## 歷任牧者
竹南聖教會歷任牧者如下：
| 任別   | 姓名   | 上任時間   | 離任時間   | 備註                                                                                        |
| ------ | ------ | ---------- | ---------- | ------------------------------------------------------------------------------------------- |
| 第一任 | 黃福照 | 1952年11月 | 1953年6月  |                                                                                             |
| 第二任 | 蔡守望 | 1953年6月  | 1953年10月 |                                                                                             |
| 第三任 | 馬阿銳 | 1953年10月 | 1954年2月  |                                                                                             |
| 第四任 | 楊鶴松 | 1953年12月 | 1955年1月  |                                                                                             |
| 第五任 | 江明輝 | 1955年3月  | 1955年6月  |                                                                                             |
| 第六任 | 楊新義 | 1955年2月  | 1955年6月  | 離任後任職屏東聖教會                                                                        |
| 第七任 | 莊進源 | 1954年6月  | 1956年7月  | - 屏東聖教會榮譽牧師 - 離任後任職屏東聖教會、台灣聖教會南部教區教區長、台灣聖教會年會副主席 |
| 第八任 | 賴瑞欣 | 1956年6月  | 1957年1月  |                                                                                             |
| 第九任 | 王松操 | 1957年1月  | 1957年8月  | 離任後任職潭子聖教會                                                                        |
| 第十任 | 何 龍  | 1957年1月  | 1958年1月  |                                                                                             |
| 第11任 | 李十記 | 1957年1月  | 1958年5月  |                                                                                             |
| 第12任 | 林茂盛 | 1958年6月  | 1960年5月  | 離任後任職永和聖教會、遠東福音廣播中心、中台神學院                                          |
| 第13任 | 戴德修 | 1960年6月  | 1975年5月  | 離任後任職南台中、中壢聖教會                                                                |
| 第14任 | 蔡德利 | 1975年7月  | 1981年1月  | 離任後任職永和聖教會                                                                        |
| 第15任 | 李仁愛 | 1981年7月  | 1982年12月 |                                                                                             |
| 第16任 | 莊銀盾 | 1983年1月  | 1983年6月  |                                                                                             |
| 第17任 | 林瓊華 | 1983年7月  | 1987年6月  |                                                                                             |
| 第18任 | 吳謙從 | 1988年1月  | 1991年6月  |                                                                                             |
| 第19任 | 林信榮 | 1991年7月  | 1998年6月  | 離任後任一心聖教會、二層行聖教會、東高雄聖教會主任牧師                                      |
| 第20任 | 曾聖輝 | 1998年7月  | 2002年6月  | - 赴任前任職古亭聖教會 - 離任後任桃園聖教會                                                 |
| 第21任 | 黃銀成 | 2002年7月  | 現任       | - 兼任聖經觀點事工協會理事長 - 韓國基督教電視台CGNTV「活潑的生命」節目講員                  |

## 組織架構
教會組織架構與分工如下：
- 管理部(行政辦公室)
- 財務部(會計組、出納組)
- 牧養部(守望組、關懷組)
  - 成人小組
  - 青少牧區
  - 兒童牧區(兒童主日學、幼幼班)
- 媒體部(文編組)
- 發展部
  - 豆沙劇團
  - 喜樂學苑
- 主日部(愛餐組、音控組、招待組、新人組、禱告組)
  - 敬拜團

## 聚會時間
- 主日聚會
  - 主日敬拜：週日早上9:30(二樓主堂)
  - 青少聚會：週日早上9:30(101教室)
  - 兒童聚會：週日早上9:30(B1兒童教室)
  - 幼幼班：週日早上9:30(102教室)
- 禱告會：週三晚上7:30(線上)
- 小組聚會：由各小組安排

## 交通
- 鐵路：臺鐵竹南車站下車後由前站步行約20分鐘抵達。
- 公車：苗栗客運中港派出所下車，每天六班。

## 外部參考
- 莊進源等編，《台灣聖教會會史》，1989年，基督教台灣聖教會發行，頁515-頁518。
- 吳天傑等編，《基督教臺灣聖教會1996年鑑》，1997年，基督教台灣聖教會總會發行，頁56。
- 陳主培等編，《基督教臺灣聖教會1996~2006年鑑》，2007年，基督教台灣聖教會總會發行，頁70。

## 外部連結
- 竹南聖教會全球資訊網 （页面存档备份，存于）
- 竹南聖教會臉書
- 竹南聖教會YouTube
- 聖經觀點事工YouTube